# Grupamento de Unidades-Escola - 9.ª Brigada de Infantaria Motorizada
O Grupamento de Unidades Escola - 9.ª Brigada de Infantaria Motorizada (GUEs/9ª Bda Inf Mtz) é uma grande unidade do Exército Brasileiro sediada no Rio de Janeiro e subordinada à 1.ª Divisão de Exército. Suas unidades são usadas em demonstrações táticas na instrução de oficiais e sargentos, e assim, devem representar um padrão de adequação à doutrina. O GUEs original surgiu em 1945, agrupando unidades-escola mais antigas, e chegou a ser considerado de elite nos anos 60. Seu comando foi reaproveitado em 1968 e hoje corresponde à 1ª Brigada de Infantaria de Selva, em Roraima. Um novo comando surgiu em 1971, com as mesmas funções do original. A brigada atual, além de sua função histórica, participa de operações urbanas no Rio de Janeiro. Em parte ela opera o blindado VBTP-MR Guarani.

## Natureza das unidades-escola
As unidades que depois constituiriam o Grupamento eram as que serviam à Escola de Aperfeiçoamento de Oficiais após sua criação nos anos 20, realizando demonstrações e recebendo o comando de oficiais-alunos. O Grupamento foi criado para aproximar-se do ideal de material, efetivo e adequação à doutrina, possibilitando a experimentação doutrinária e demonstrações táticas para as escolas, cooperando assim com a formação tanto de oficiais quanto de sargentos. Também está ligada ao Centro Conjunto de Operações de Paz do Brasil e ao Centro de Adestramento
Leste. Em tamanho, é uma das maiores brigadas do Exército. As demonstrações aos oficiais-alunos em campos de instrução continuam no presente.

## História
O GUEs original surgiu em 1945 mas mudou sua designação em 1968, tornando-se em seu desenvolvimento posterior a atual 1.ª Brigada de Infantaria de Selva. A atual Organização Militar foi criada em 1971, herdando a função e algumas unidades da original.

### GUEs (1945-1968) e antecedentes
As unidades-escola da EsAO sofriam com deficiências de efetivo, material e instrução nos anos 20. Entre elas estava o 1º Regimento de Artilharia Montada, usado para demonstrações em 1922. Em 1932 foram criados “com destino exclusivo aos trabalhos de instrução da EsAO e a ela subordinados” o Batalhão Escola (de infantaria) e Grupo Escola (de artilharia montada). Combateram a Intentona Comunista no Rio de Janeiro em 1935.
Compreendendo junto à ESAo e outras escolas o Centro de Aperfeiçoamento e Especialização do Realengo, o GUEs foi criado com:
- Regimento Escola de Infantaria pela transformação do Batalhão Escola
- Regimento Escola de Artilharia pela transformação do Grupo Escola
- Regimento Escola de Cavalaria (Andrade Neves), designado como Escola em 1932[17][18]
- Batalhão Escola de Engenharia, pela transformação da Companhia Escola de Engenharia
- Companhia Escola de Transmissões
- Companhia Escola de Saúde
- Companhia Escola de Intendência
- Companhia Escola de Manutenção

A Companhia Escola de Guerra Química, criada em 1953, inicialmente pertenceu ao GUEs. Em 1960 estava abaixo do I Exército e contava com o 1º Grupo de Canhões Antiaéreos de 90 mm, Batalhão Escola de Manutenção e Esquadrão Escola de Reconhecimento Mecanizado. O regimento de artilharia tinha só um grupo e foi reduzido ao Grupo Escola de Artilharia em 1963. A infantaria, o REsI, era o único regimento de infantaria completo do país e tinha o melhor armamento do Acordo Militar Brasil-Estados Unidos.
Em 1961 o GUEs integrou a Divisão Cruzeiro, formação que enfrentaria o III Exército após sua adesão à Campanha da Legalidade. O general Ernesto Geisel, chefe da Casa Militar da Presidência, propôs desembarcar o REsI em Curitiba após uma captura do aeroporto pelos paraquedistas, mas o ministro da Guerra Odílio Denys não aceitou.
No golpe de Estado de 1964 o GUEs foi deslocado ao Vale do Paraíba para defender o Governo João Goulart contra o II Exército, que avançava para a Guanabara. Considerado tropa de elite, era militarmente superior a seus oponentes. O general Médici, da Academia Militar das Agulhas Negras, tomou o partido do II Exército e ocupou a via Dutra com seus cadetes. O GUEs encontrou os cadetes perto de Barra Mansa na tarde do dia 1º de abril. Eles eram obstrução psicológica a seu avanço e surgiram defecções. Um cessar-fogo foi estabelecido e o I Exército rendeu-se no mesmo dia. Seu comandante, o general de brigada Anfrísio da Rocha Lima, foi expurgado imediatamente após o golpe, transferido para a reserva.
Em 1968 foi substituído pela 1ª Brigada de Infantaria, composta do REsI, o 1º Regimento de Infantaria e o 1º Batalhão do 2º Regimento de Infantaria. No mesmo ano surgia a 2ª Brigada de Infantaria: eram um arranjo transitório na adoção das brigadas na organização do restante da força. A 1ª Brigada de Infantaria deu lugar em 1972 à 1ª Brigada de Infantaria Motorizada e em 1992 à 1ª Brigada de Infantaria de Selva.

### GUEs (1971-atual)

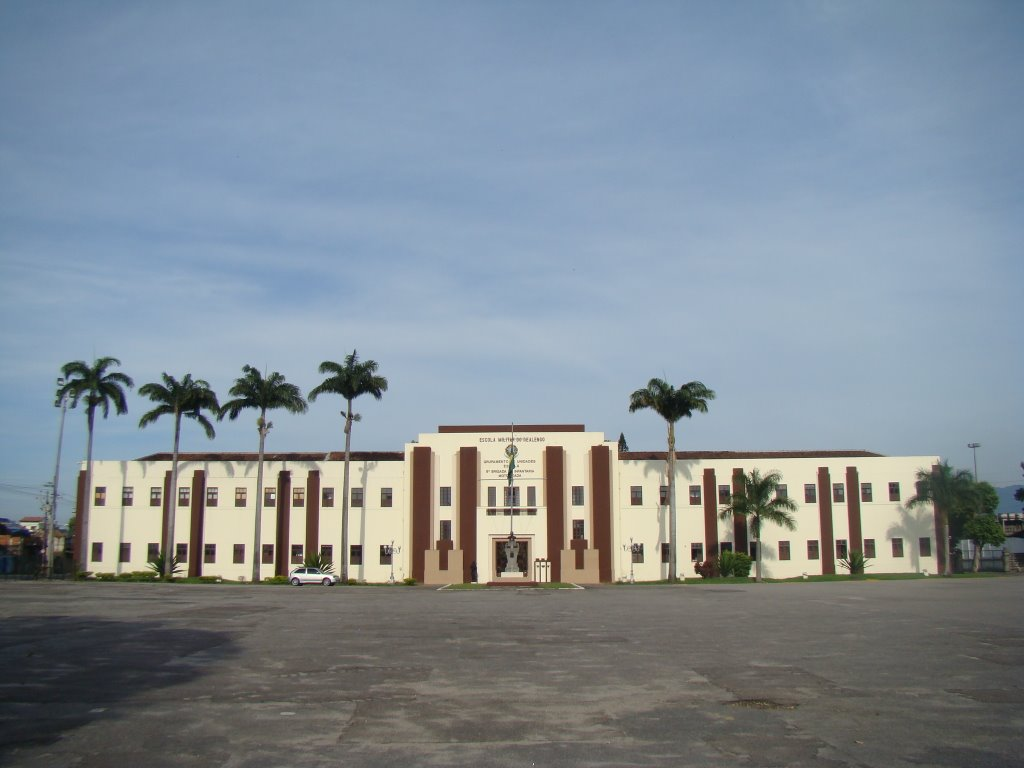
Atual quartel da brigada, na antiga Escola Militar do Realengo

Em 1971 o Grupamento de Unidades Escola foi reconstituído com as mesmas funções da original. Foi chamado de 9ª Brigada de Infantaria Motorizada (Escola) de 1973 a 1995, quando tomou o nome atual.
As unidades da formação original tiveram destinos variados. Os componentes de infantaria, artilharia e manutenção têm sua continuidade no 57º Batalhão de Infantaria Motorizado (Escola), 31º Grupo de Artilharia de Campanha (Escola) e 25º Batalhão Logístico (Escola). Já a cavalaria foi inicialmente parte da nova formação, passou à divisão e ao exército e retornou ao novo GUEs somente de 1995 a 2007. A engenharia tornou-se em 1971 o 7.º Batalhão de Engenharia de Combate, em Natal.

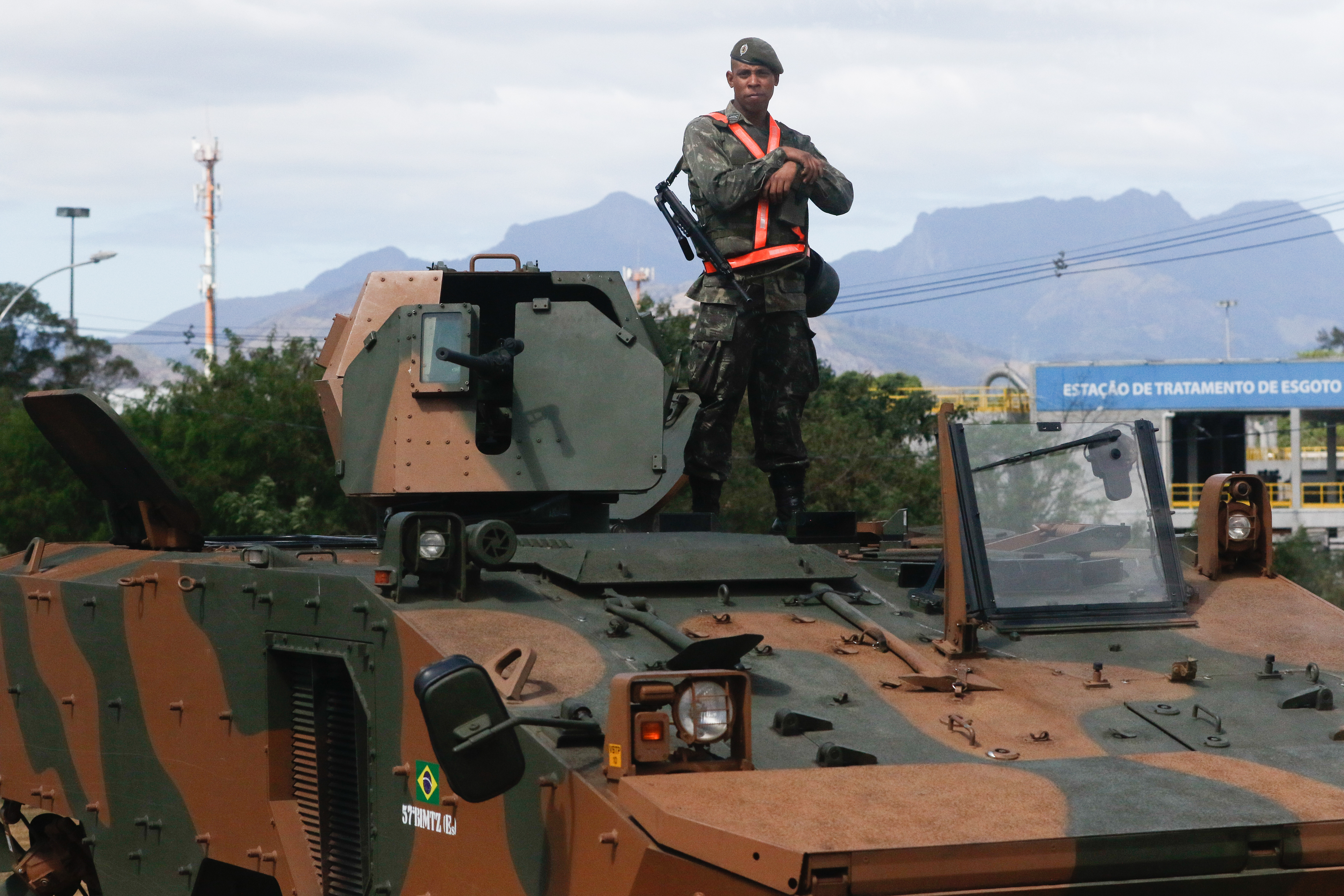
Guarani do 57º batalhão

Algumas unidades vieram de outras origens. A nova formação surgiu já com o 2º Batalhão de Infantaria Motorizado (Escola), derivado do 2º RI. Em 1980 o 1º Batalhão de Infantaria Motorizado (Escola), antigo 1º RI, também já fazia parte. O 56º Batalhão de Infantaria fazia parte em 2013, mas foi dissolvido em 2016, e à sua sede a 2ª Companhia de Infantaria chegou no ano seguinte. O 15º Regimento de Cavalaria Mecanizado foi incorporado em 2007, recebendo a designação de (Escola). Uma unidade de Escola para a engenharia existe, mas está no 5º Grupamento de Engenharia.
A brigada contribuiu integrantes para a a Força de Paz no Haiti em 2010 e tem experiência em operações urbanas de garantia da lei e da ordem na capital fluminense, tendo sido uma das forças subordinadas ao Comando Conjunto do Gabinete de Intervenção Federal no Rio de Janeiro em 2018. Atualmente tem experiência também com o blindado Guarani.

## Organização
| - 1º Batalhão de Infantaria Mecanizado (Escola) - 2º Batalhão de Infantaria Motorizado (Escola) - 57º Batalhão de Infantaria Motorizado (Escola) - 15º Regimento de Cavalaria Mecanizado (Escola) - 31º Grupo de Artilharia de Campanha (Escola) - Batalhão Escola de Comunicações - 25º Batalhão Logístico (Escola) - Companhia de Comando do GUEs - 9ª Brigada de Infantaria Motorizada - 9ª Bateria de Artilharia Antiaérea (Escola) - 9º Pelotão de Polícia do Exército - 2ª Companhia de Infantaria |